# زنبور برگ‌بر اینگنوا
زنبور برگ‌بر اینگنوا (نام علمی: Megachile ingenua) یک گونه از زنبورهای برگ‌بر از خانواده برگ‌بران است. کرسون در سال ۱۸۷۸ آن را توصیف کرد اما از دهه ۱۹۶۰ دیده نشده‌است، تصور می‌رود که احتمالاً منقرض شده‌است